# Fenilalanin-tRNK ligaza
Fenilalanin-tRNK ligaza (EC 6.1.1.20, fenilalanil-tRNK sintetaza, fenilalanil-transfer ribonukleatna sintetaza, fenilalanin-tRNK sintetaza, fenilalanil-transfer RNK sintetaza, fenilalanil-tRNK ligaza, fenilalanil-transfer RNK ligaza, L-fenilalanil-tRNK sintetaza, fenilalaninska translaza) je enzim sa sistematskim imenom L-fenilalanin:tRNKPhe ligaza (formira AMP). Ovaj enzim katalizuje sledeću hemijsku reakciju
ATP + -fenilalanin + tRNKPhe {\displaystyle \rightleftharpoons } AMP + difosfat + L-fenilalanil-tRNKPhe

## Literatura
- Nicholas C. Price; Lewis Stevens (1999). Fundamentals of Enzymology: The Cell and Molecular Biology of Catalytic Proteins (Third изд.). USA: Oxford University Press. ISBN 019850229X.
- Eric J. Toone (2006). Advances in Enzymology and Related Areas of Molecular Biology, Protein Evolution (Volume 75 изд.). Wiley-Interscience. ISBN 0471205036.
- Branden C; Tooze J. Introduction to Protein Structure. New York, NY: Garland Publishing. ISBN 0-8153-2305-0.
- Irwin H. Segel. Enzyme Kinetics: Behavior and Analysis of Rapid Equilibrium and Steady-State Enzyme Systems (Book 44 изд.). Wiley Classics Library. ISBN 0471303097.
- William P. Jencks (1987). Catalysis in Chemistry and Enzymology. Dover Publications. ISBN 0486654605.

## Spoljašnje veze
- Phenylalanine---tRNA+ligase на 